# 欧洲脉冲星计时阵列
欧洲脉冲星计时阵列（英語：European Pulsar Timing Array，缩写为EPTA），也称欧洲脉冲星计时阵，是一个欧洲的联合观测团体，利用韦斯特博克综合孔径射电望远镜、埃费尔斯贝格射电望远镜、洛弗尔望远镜、Nançay Radio Telescope和Sardinia Radio Telescope等5台射电望远镜探测原初引力波。